# Phước Cát 2
Phước Cát 2 là một xã thuộc huyện Đạ Huoai, tỉnh Lâm Đồng, Việt Nam.

## Địa lý
Xã Phước Cát 2 có diện tích 148,63 km², dân số năm 2022 là 2.872 người, mật độ dân số đạt 19 người/km².

## Hành chính
Xã Phước Cát 2 được chia thành 5 thôn: 3, 4, Phước Thái, Phước Trung, Sơn Hải.

## Lịch sử
Ngày 6 tháng 6 năm 1986, Hội đồng Bộ trưởng ban hành:
- Quyết định số 67-HĐBT[1] về việc thành lập xã Phước Cát 2 thuộc huyện Đạ Huoai trên cơ sở 1.750 hécta đất và 1.061 nhân khẩu của xã Phước Cát cũ.
- Quyết định số 68-HĐBT[4] về việc chuyển xã Phước Cát 2 thuộc huyện Đạ Huoai về huyện Cát Tiên mới thành lập quản lý.

Ngày 21 tháng 1 năm 2020, HĐND tỉnh Lâm Đồng ban hành Nghị quyết số 166/NQ-HĐND về việc:
- Thành lập thôn Sơn Hải trên cơ sở thôn Phước Hải và thôn Phước Sơn.
- Sáp nhập thôn Vĩnh Ninh vào thôn Phước Thái.

Ngày 24 tháng 10 năm 2024, Ủy ban Thường vụ Quốc hội ban hành Nghị quyết số 1245/NQ-UBTVQH15 về việc sắp xếp đơn vị hành chính cấp huyện, cấp xã của tỉnh Lâm Đồng giai đoạn 2023 – 2025 (nghị quyết có hiệu lực từ ngày 1 tháng 12 năm 2024). Theo đó, sáp nhập xã Phước Cát 2 thuộc huyện Cát Tiên vào huyện Đạ Huoai.